# Norman Petty
Norman Eugene Petty (* 25. Mai 1927 in Clovis, New Mexico; † 15. August 1984 in Lubbock, Texas) war ein US-amerikanischer unabhängiger Musikproduzent und Musiker, der mit seinem Tonstudio an der Entwicklung des Rock & Roll maßgeblich beteiligt war.

Norman Petty Trio - Mood Indigo (1954)

## Anfänge
Der gelernte Klavier- und Orgelspieler arbeitete zunächst für lokale Radiostationen wie KICA in Clovis, wo er das für seine spätere Arbeit im Tonstudio notwendige technische Wissen erwarb. Nach seiner Hochzeit mit Violet Ann Brady am 20. Juni 1948 gründete er im Dezember 1948 das Norman Petty Trio mit ihm an der Orgel, seiner Frau Vi (Violet) am Piano und dem Gitarristen Jack Vaughn. Das Trio brachte drei Singles heraus, von denen der Jazzstandard Mood Indigo (September 1954, US-Hitparade Rang 14) am besten abschnitt; es folgten On the Alamo (Dezember 1954, US-28) und das von Petty komponierte Almost Paradise (Dezember 1956), die nur wenig Anklang fanden. Erst die Coverversion von Roger Williams machte Almost Paradise (Februar 1957, US-15) bekannt. Von den Royaltys aus den Songs leistete sich Petty bereits 1940 ein erstes Aufnahmegerät, 1950 erwarb er eine Ampex 400.

## Tonstudio
Mitte 1955 gründete er die „Norman Petty Recording Studios“, die sich an der 1313 West 7th Street im abseits gelegenen Clovis/New Mexico in einem umgebauten, seiner Tante gehörenden Warenladen befanden. Das nur 3 Meter × 6,70 Meter große Studio zwang die Musiker, manchmal auf dem Flur zu spielen. Petty fungierte als Produzent, Toningenieur und Sessionmusiker; er verfügte über 2 Tonbandgeräte, die ihm das Overdubbing durch Überlagerung der beiden Tonspuren ermöglichten. Erste Studiokunden waren Jimmy Self und seine Sunshine Playboys, deren Ergebnisse jedoch nicht überliefert sind. Die erste überlieferte Aufnahme stammt vom Juli 1955, als das Country & Western-Duo Jimmie & Dorothy Blakley im „Nor Va Jak-Studio“ von Petty fünf Titel produzieren ließ. Sie wurden zu den ersten Dauerkunden des Studios, denn sie kehrten zwischen August 1955 und Januar 1962 regelmäßig hierhin zurück.
Am 4. März 1956 entstand unter Pettys Regie das im Rockabilly-Stil produzierte Ooby Dooby vom noch unbekannten Roy Orbison mit dessen Teen Kings. Von Petty mit viel Nachhall versehen, erschien die Aufnahme zunächst am 19. März 1956 auf dem kleinen Je-Wel Label, bevor Sun Records am 27. März 1956 ein Remake produzierte und ab 1. Mai 1956 im nationalen Vertrieb 350.000 Mal verkaufen konnte (US-59). Petty gründete als Verbreiterung der Wertschöpfungskette den Musikverlag Nor Va Jak Music (die Anfangsbuchstaben der Trio-Mitglieder). Anders als in Tonstudios üblich, berechnete er eine Flatrate und nicht die effektiv verbrauchte Studiozeit, damit die Künstler nicht unter Zeitdruck gerieten.
Im April 1956 ließen sich Buddy Knox, Jimmy Bowen und ihre Rhythm Orchids die Aufnahmesession zu Party Doll / I’m Sticking With You durch den Ölproduzenten Chester Oliver finanzieren und buchten Pettys Studio. Da der Studio-Schlagzeuger David Alldred sein Schlagzeug nicht komplett bekam, ersetzte es Petty bei beiden Aufnahmen durch Schläge auf einen Karteikasten. Beide Aufnahmen – Party Doll mit Buddy Knox und I’m Sticking With You mit Jimmy Bowen etikettiert – brachten nach Veröffentlichung im Februar 1957 dem neuen Studio erstmals den Status von Millionensellern. Diese Aufnahmen erhielten einen Stil, den man später als Tex-Mex-Sound charakterisierte.

### Buddy Holly
Das galt auch für den nächsten, noch unbekannten Interpreten. Am 25. Februar 1957 tauchte Buddy Holly mit seiner Fender Stratocaster und seiner Begleitband Crickets im Tonstudio auf. Er hatte zwei Stücke im Gepäck, von denen That’ll be the Day bereits am 22. Juli 1956 für Decca Records von Owen Bradley in Nashville aufgenommen wurde. Petty nahm in Unkenntnis hierüber das Lied erneut auf und bot die Single ausgerechnet Coral Records an, einem Tochterlabel von Decca Records. Nach der entstandenen Konfusion erklärte sich Decca bereit, den Plattenvertrag mit Buddy Holly aufzulösen, damit er bei Coral Records einen neuen erhalten konnte. Von That’ll be the Day waren bis Ende August 1957 insgesamt 500.000 Exemplare verkauft, letztlich lag der Umsatz bei über einer Million, alleine 431.000 wurden in Großbritannien abgesetzt. Bei That’ll be the Day tauchte neben Holly und Jerry Allison auch Norman Petty erstmals als Mitautor auf, obwohl er keine kompositorische Leistung erbracht hatte. Durch dieses so genannte Cut In erzielte Petty für diesen Song Einnahmen von 3.333 US$ als Mitkomponist – die er sonst nicht erhalten hätte – und 10.000 US$ als Musikverleger. Er begründete das in jener Zeit durchaus häufig vorkommende Cut In damit, dass ihn die Radio-DJs besser kennen würden. Insgesamt sind für Norman Petty bei BMI 90 Titel als Komponist eingetragen, von denen drei einen BMI-Award erhielten.
Nachfolgend entstanden bei Petty alle großen Hits von Buddy Holly und den Crickets. Im nächsten Aufnahmetermin am 12. März 1957 entstanden Last Night, Maybe Baby und Words of Love, das Overdubbing für Words of Love erfolgte am 8. April 1957. Not Fade Away und Everyday (mit dem Karteikasten als Schlagzeug) entstanden am 29. Mai 1957. Beim Klassiker Peggy Sue (1. Juli 1957) schaltete Petty die Echokammer aus und ein, um dem Schlagzeug einen rollenden Sound zu verschaffen. Mit einem Plattenumsatz von über 1,5 Millionen war es Hollys Bestseller. In derselben Session entstanden noch Oh Boy, Listen to Me und I’m Gonna Love you too. Es folgten It’s Too Late und Send Me Some Lovin’ (12. Juli 1957), Little Baby, Look At Me, (You’re so Square) Baby I Don’t Care (17. und 19. Dezember 1957), Well … All Right (12. Februar 1958), Think It Over und Fool’s Paradise (13. Februar 1958) und It’s so Easy und Lonesome Tears (27. Mai 1958). Am 10. September 1958 entstanden Reminiscing und Come Back Baby mit King Curtis am Saxophon. Am 21. Oktober 1958 nahm er in New Yorks Decca-Studios (Pythian Temple) True Love Ways, It Doesn’t Matter Anymore, Raining in My Heart und Moondreams erstmals in Stereo auf. Am 25. Januar 1958 wechselte Holly für 6 Stunden in die Bell Sound Recording Studios, um hier insbesondere Rave on (mit einem Jazz-Piano von Petty) einzupegeln. Am 3. November 1958 hatte Holly seinen Managementvertrag mit Petty beendet, in dessen Studios er über 50 Titel aufnahm. Hollys früher Tod im Februar 1959 hinterließ nicht nur eine Lücke im Tonstudio, sondern vor allem in der Musikwelt.

## Aufnahmen für andere Interpreten
Hauptkunde im Studio war Buddy Holly, ansonsten gab es nur wenige musikologisch wichtige Aufnahmen anderer Interpreten. Am 19. September 1956 spielten die Bowman Brothers eine gleichnamige LP hier ein, Carolyn Hester ließ am 15. Juli 1957 bei Petty ihre Folk-LP Scarlet Ribbons (mit Holly an der Gitarre) produzieren. Charlie Phillips sang am 18. Juli 1957 mit Sugartime das Original des später von den McGuire Sisters millionenfach gecoverten Hits (erneut mit Holly an der Gitarre). Weitere Aufnahmen mit Carolyn Hester folgten am 6. Juni 1958. Am 22. Oktober 1957 spielte Trini Lopez mit seiner Begleitgruppe Big Beats das Instrumental Clark’s Expedition / Big Boy ein, Petty vermittelte ihnen im Dezember 1958 einen Plattenvertrag bei Columbia Records. Als am 3. September 1958 die Fireballs den Titel Fireball aufnahmen, wählte sich Petty diese Instrumentalband als Sessionmusiker für sein Studio aus. Waylon Jennings verewigte am 10. September 1958 Jole Blon / When Sin Stops in der Besetzung Buddy Holly (Rhythmus-Gitarre), George Atwood (Bass), King Curtis (Saxophon) und Bo Clark (Schlagzeug). Am selben Tag stand noch Al Dexter mit Counting My Teardrops auf der Aufnahmeliste. Für den 12. November 1958 beraumte Sonny Curtis für Talk About My Baby einen Aufnahmetermin an. Bobby Vees Begleitgruppe Shadows pegelte im März 1960 einige instrumentale Coverversionen hier ein.
Die String-A-Longs (früher Jimmy Torres & the Leen Teens) nahmen im Herbst 1960 das mit Gitarren-Staccato (Leadgitarrist Torres dämpfte die Saiten seines Fender Jazzmasters durch den Handrücken seiner rechten Hand) versehene Wheels auf, nachdem die Fireballs es nicht spielen wollten. Wheels gelang der Sprung auf Rang 3 der US-Charts und verkaufte nach Veröffentlichung im Dezember 1960 weltweit 7 Millionen, mit den über 150 Coverversionen brachte es der Titel auf mehr als 16 Millionen Exemplare und erhielt einen BMI-Award. Es folgten die Fireballs mit Rik-A-Tik (4. Januar 1961) und Yacky Doo (15. Februar 1960), die The Champs verewigten Panic Button (4. Juli 1960). Dann waren wieder die Fireballs im Studio für Gunshot (23. März 1961) und Torquay (17. Februar 1962). Bobby Fuller ließ My Heart Jumped produzieren (Mai 1962), im Mai 1964 kam der Kanadier Barry Allen für Over my Shoulder und 9 weitere Singles bis November 1969. Arthur Alexander ließ Detroit City (mit den Fireballs; April 1965) einpegeln.
Norman Petty bekam 1962 die Zustimmung der Eltern Buddy Hollys über die Kontrolle von allen veröffentlichten und unveröffentlichten Liedern. Petty nutzte die Fireballs, um ab 1963 einige unfertige und bislang unveröffentlichte Holly-Aufnahmen mit nachträglichem Overdubbing zu versehen. Diese musikologisch und ethisch fragwürdige Postproduktion ist beispielsweise bei Brown Eyed Handsome Man zu erkennen, deren unfertige Aufnahme im Dezember 1956 in Hollys Wohnung entstand. Petty brachte diese Aufnahme – zusammen mit anderen nachproduzierten Aufnahmen – auf die im Februar 1963 veröffentlichte LP Reminiscing; die Single erschien im Juli 1963.
Als sich 1963 der Sänger Jimmy Gilmer der Gruppe Fireballs anschloss, benannte sie sich Jimmy Gilmer & the Fireballs und nahm bei Petty den Titel Sugar Shack unter anderem mit Flöte, Hammond Solovox-Orgel und einem markanten 6-Saiten-Danelectro-Bass auf. Das im Mai 1963 veröffentlichte Stück wurde zum Nummer-eins-Hit für 5 Wochen und zum umsatzstärksten Hit des Jahres 1963 mit 1,18 Millionen verkauften Exemplaren vor Paul & Paula mit Hey Paul (1,03 Millionen). Der Top-10-Hit Bottle of Wine von den Fireballs war einer der letzten erfolgreichen Produktionen von Norman Petty (Dezember 1967). Es folgten noch weitere drei von ihm produzierte Singles für die Gruppe, von denen Long Green (Februar 1969) die letzte war.

## Weitere Entwicklung des Studios
Petty erwarb 1960 das Mesa-Theater in Clovis und verwandelte es in ein modernes Studio mit 8-Spur-Aufnahmetechnik, das alte Studio funktionierte er zum Museum um. Er selbst nutzte die neuen Studios bis 1969. Kurz nach Pettys Tod im August 1984 (er starb an Leukämie) sorgte seine Witwe für eine Restaurierung der Studios, die am 7. September 1986 wieder öffneten. Nun übernahm der britische Journalist Billy Stull die Studios für 8 Jahre bis 1994. Während seiner Zeit entstand unter anderem für die erst 11-jährige Country-Sängerin LeAnn Rimes ihr Debüt-Album All That (Juli 1994), das genauso die Country-LP-Charts anführte wie auch das nachfolgende Album Blue (Juli 1996), welches bis Februar 1997 drei Millionen Exemplare umsetzte.
Von den zwischen 1957 und 1967 in den Studios produzierten Titeln erreichten 20 die Top 40 im Billboard, darunter drei Nummer-eins-Hits. Das Studio erhielt 2007 einen Scenic Historic Marker. Im Jahre 2008 eröffnete das Norman & Vi Petty Rock & Roll Museum in der nahegelegenen Handelskammer von Clovis.